# Zorocrates pictus
Zorocrates pictus är en spindelart som beskrevs av Simon 1895. Zorocrates pictus ingår i släktet Zorocrates och familjen Zorocratidae. Inga underarter finns listade i Catalogue of Life.